# Крысы (фильм, 2002)
Крысы (англ. The Rats) — американский фильм ужасов 2002 года режиссёра Джона Лафия. Премьера фильма состоялась 17 сентября 2002 года.

## Сюжет
Сьюзен Костелло работает в преуспевающем магазине, специализирующемся на женской одежде, духах и иных вещах для женщин. Однажды одну из клиенток магазина кусает крыса, в связи с чем клиентка попадает в больницу. В целях сохранения репутации и престижа магазина начальство решает не распространяться о случившемся и вызывает крысолова Джека Карвера. Карвер в ходе своей работы обнаруживает присутствие в магазине целой кучи крыс. Кроме того крысы начинают появляться возле дома Сьюзан и возле бассейна, куда Сьюзан ходит вместе с дочерью. Крысы же не обладают благонравием по отношению к людям, хуже того вскоре от укусов крыс начинают погибать люди, а самих крыс становится всё больше и больше. Карвер и Костелло вступают в неравный бой с полчищем грызунов, а также пытаются выяснить причины их столь агрессивного поведения.

## В ролях
| Актёр             | Роль            |
| ----------------- | --------------- |
| Медкен Эмик       | Сьюзен Костелло |
| Винсент Спано     | Джек Карвер     |
| Шоун Майкл Ховард | Тай             |
| Шила Маккарти     | мисс Пейдж      |

## Технические данные
- Формат изображения: 1.78 : 1
- Камера: Panavision Camera and Lenses
- Формат копии: 35 mm
- Формат съёмок: 35 mm